# 随何
随何（?—?），秦朝末年、前漢初期、儒者、政治人物、外交官。
他在刘邦手下为谒者。楚汉之争中，刘邦命他去淮南，说服项羽册封的九江王英布，挑拨他和项羽的关系。英布投靠刘邦，被封为淮南王。汉朝建立后，随何被封为护军中尉。